# 魔法騎士
《魔法騎士》是日本漫畫家團隊CLAMP於講談社少女漫畫雜誌《Nakayoshi》1993年至1995年期間連載的日本漫畫作品。單行本全3卷。1995年至1996年連載第二部《魔法騎士2》，單行本全3卷。1994年播出改编电视动画，共49话。
2024年7月2日宣佈，為紀念播出30周年，推出全新動畫企劃，並同步公開「新動畫化視覺圖」及「新動畫PV」。

## 登場人物

### 魔法騎士
獅堂光（配音員：椎名碧流（日本），馮友薇（台灣），朱妙蘭（香港））
14歲，8月8日生，身高145cm，O型。喜欢的食物是冰淇淋。魔法騎士的其中一人，屬性是火，魔神是雷阿斯，魔法有炎之箭、真紅電極。性格開朗、活潑。因家是開劍道道場的關係，從小學習劍術，造詣不俗（據知她在五歲時甚至打敗父親。即使是在鍚菲羅上劍術數一數二的拉科格，亦只能和她打成平手）。家中有三個很愛惜她的哥哥（覺、優、翔），因此性格也像男孩子般爽朗。長得較矮小（145cm），因此曾被誤認為小學生。喜愛甜食，擅長與動物溝通。家有一犬名「閃光」（ひかり）。因為聽得懂莫克那的話，擔任起夥伴們的翻譯。就讀普通中學。與蘭迪斯相愛。
在漫畫版及動畫版本同樣被選為下任支柱後補。在動畫版中曾經獲古列夫告知，支柱本人能夠在成為支柱時許下一個願望，決定錫菲羅的未來。最後在擊敗迪波妮亞後，許下「錫菲羅再不需要支柱，錫菲羅的未來由熱愛這片土地的人決定」的願望。
龍咲海（配音員：吉田古奈美（日本），方雪莉（台灣），方淑儀（香港））
台譯龍崎海，港譯龍嘯海。
14歲，3月3日生，身高158cm，血型A型。喜歡的食物是義大利麵。魔法騎士的其中一人，屬性是水，魔神是瑟雷斯，魔法有水之龍、蒼暴龍捲及冰刃。在富有的家庭長大的千金小姐。外表像模特兒般高貴，但性格直率、火爆，直言不諱，對朋友極有義氣。三人之中最會表達個人意見的一位。雖然敏銳地察覺風對菲力奧產生的愛慕之情，卻完全不知道阿斯克特對自己的傾慕。起初不願意成為魔法騎士，只想回到東京。擅長西洋劍擊，據了解英語能力了得。雖然不愛嗜甜，卻很會做蛋糕。暗戀導師克雷夫，動畫最後一集想跟他表白最後卻選擇不說出口。
鳳凰寺風（配音員：笠原弘子（日本），李宛鳳（台灣），张雪仪（香港））
14歲，12月12日生，身高156cm，血型A型。魔法騎士的其中一人，屬性是風，魔神是威達姆，魔法有療癒之風、碧綠疾風、守護之風、懲罰之風、碧綠旋風。是個有禮貌、有智慧、懂謀略的女孩，戴眼鏡（駕馭魔神時沒有眼鏡）。面對菲力奧時卻會展現害羞的一面。在三人之中擔當軍師般的地位，擅於分析形勢利害。擅長弓箭，在學校是優等生，對電腦亦有一定程度的認知。故事初期經常將三人的遭遇與RPG遊戲相比。喜歡吃河魨刺身和醃章魚，被海揶揄口味像老人家。家中有一位姊姊，名「空」。就讀名校。與菲利歐相戀。

### 瑟費洛（錫菲羅）
翡翠公主（艾梅洛德／艾美諾公主）（配音員：緒方惠美（日本），张雪仪（香港））
瑟費洛的支柱，長年維持十多歲女孩之外貌，同時是最強的存在，單靠其一人之祈禱就可以張開防護整個瑟費洛之強力結界，令瑟費洛長久以來免於別國之侵略或者防止邪惡魔獸出現，因此瑟費洛之人民都非常依賴她。
支柱只有一人，內心必需把瑟費洛之和平放於首位，祈禱才能生效。由於翡翠公主愛上查凱多，內心祈求查凱多得到幸福更勝過瑟費洛之和平，導致祈禱失效，瑟費洛面臨崩潰。
由於新的支柱需要上任支柱死去才有機會誕生，但支柱無法自殺，瑟費洛之人民亦無法傷害支柱，除非是異世界的人。因此支柱才會擁有獨有的召喚魔法，能夠召喚異世界的人成為魔法騎士。換言之，支柱是為了自殺、讓新支柱誕生、拯救瑟費洛才召喚魔法騎士。
瑟費洛之三大魔神真正職責是消滅對瑟費洛構成威脅之事物，無法發揮支柱功能的翡翠公主才是瑟費洛的敵人，因此對魔法騎士而言，支柱就是最強的敵人。自知難逃厄運的她，自困在水牢之中，並靜靜等待魔法騎士了結自己。查凱多深愛著翡翠公主，並對支柱制度感疑惑及不滿，認為瑟費洛的和平不應該由翡翠公主一人犧牲自由來承擔，因此不惜套上奸黨的面具，千方百計阻止魔法騎士接近。
直至劇末部分，不知就裡的魔法騎士們，駕御三大魔神強攻至查凱多及翡翠公主所在的城堡。查凱多為了保護心愛的翡翠公主，以自製的魔神獨力迎戰，最後戰死。
翡翠公主親眼目睹這一幕，被悲傷及仇恨所吞噬，由女孩樣子急劇變化為成熟少女之戰鬥型態，更創造出專用魔神失控地強攻魔法騎士，而瑟費洛因為支柱內心變得邪惡而加速崩壞。
此時，翡翠公主僅餘的理智及從查凱多石化魔法中復原的魔導師克雷夫把一切真相告知苦戰中的魔法騎士，而翡翠公主更透露希望一死而追隨查凱多之願望，最後三大魔神合體成光之魔神，魔法騎士三人含淚無奈地擊殺翡翠公主。
克雷夫（古列夫）（配音員：佐佐木望（日本），官志宏（台灣））
瑟費洛上最高法力的魔導師，是謝加圖、蘭迪斯、普蕾西雅等人的師父。他也授予魔法及防具給三位魔法騎士。外表像十歲的小孩子，實際年齡為745歲。得意技為「殼圓防除」和「精獸召喚」。對光、海、風隱瞞了魔法騎士的秘密，為受到心靈創傷的三人充滿內疚感，對龍嘯海抱有別於其他二人的情感。
普蕾西雅（芙莉西亞）（配音員：筱原惠美（日本），馮友薇（台灣））
瑟費洛上最高法力的創師，魔法騎士的武器只有她才會鑄造。擁有雙重性格，洋洋得意時會陷入自我陶醉之中。受克雷夫所托保管摩可拿，被摩可拿的搗亂行為氣得七竅生煙，暗戀導師克雷夫。
雪拉（布莉西亞）（配音員：筱原惠美（日本），馮友薇→蔣篤慧（25集之後）（台灣））
電視版原創人物，普蕾西雅的雙胞胎妹妹，同樣是創師，跟姐姐一樣暗戀導師克雷夫。
菲利歐（菲里歐 / 菲里奧）（配音員：山崎巧（日本），劉傑（台灣））
翡翠公主的親弟弟，真正身份為王子。為了不累及姐姐，所以一直隱瞞身份。劍術高強，喜歡四處遊歷。在「沈默之森」遇上光、海、風三人，與風互相鬥智期間產生愛情。
查凱多（謝加圖）（配音員：小杉十郎太（日本），孫德成→官志宏（18-19集）→劉傑（40集之後）（台灣））
翡翠公主的神官，克雷夫的弟子，蘭迪斯的哥哥。一身黑色裝束。為了阻止魔法騎士拯救(其實是殺死)翡翠公主，不擇手段。其實深愛翡翠公主，為了防止她不被魔法騎士殺死，不惜套上反派的面具。最終死亡之時，所留下的遺言，也僅是希望所愛的人能夠幸福......
蘭迪斯（藍帝斯）（配音員：小杉十郎太（日本），官志宏→孫德成（25-28集）（台灣））
查凱多的親弟弟，聲音和兄長一模一樣。瑟費洛唯一一位魔法劍士。曾經是翡翠公主的親衛隊長。翡翠公主在位期間離開了瑟費洛，到別國旅行，在歐特札姆逗留得最長久。因翡翠公主的死而回到瑟費洛。性格沈默寡言，同樣對瑟費洛的支柱制度感到懷疑，亦對魔法騎士被召喚的悲劇感到惋惜。受到意志堅強的光所吸引。相比兄長查凱多的穩重，蘭迪斯顯得與世無爭。最喜歡睡覺。
普麗美拉（庫美拉）（配音員：白鳥由里（日本），李宛鳳（台灣））
總是跟在蘭迪斯身邊的女妖精。
拉法卡（拉科格）（配音員：岸野幸正（日本），劉傑（台灣））
翡翠公主的親衛隊長，負責保護翡翠公主的安危（接替蘭迪斯離去後的空缺）。被查凱多洗腦後對付光、海、風三人，最後被光的劍解除咒語。性格嚴肅，懷疑蘭迪斯與歐特札姆串謀侵略瑟費洛。
伊諾巴（配音员：置鮎龍太郎（日本），官志宏（台灣））
TV動畫版原創角色，翡翠公主送給查凱多神官的高級精獸，查凱多最忠心部下，原本接受查凱多魔法變成人型，後來為了幫助查凱多變回原形與魔法騎士決戰，最後戰死。
愛爾希歐蕾（雅路施奧尼）（配音員：天野由梨（日本），李宛鳳（1-24集）→蔣篤慧（25集之後）（台灣））
克雷夫的弟子，使用冰系魔法。深愛著查凱多，為了他倒戈相向對付克雷夫。為了得到查凱多的愛，不惜欺騙自己陣營的阿斯克特，在查凱多身亡被蒂波妮雅女王所救，認為沒有查凱多的瑟費洛，就算被毀滅掉也無所謂。
阿斯克特（阿斯閣特）（配音員：高山南（日本），方雪莉（5-24集）→劉傑（25集之後）（台灣））
使用召喚魔法，視魔物為朋友，為了讓其他人認同魔物也可以當朋友而加入查凱多，經海的一頓教訓後反省過來，更對海產生傾慕之意，於是讓自己長大成人，但動畫中被海拒絕。
卡爾迪娜（卡爾汀娜）（配音員：永島由子（日本），馮友薇（台灣））
幻惑師，能夠以舞蹈控制對方。崇拜金錢力量，聲稱受查凱多所聘請，對付魔法騎士。來自志積達，說話有大阪口音，衣著性感。喜歡拉法卡。
莫柯那（摩可拿 / 莫哥拿 / 莫歌拿）（配音員：白鳥由里）
翡翠公主託付與魔法騎士的不明動物，真實身分為包括瑟費洛及光等人之現實世界在內所有世界的創世神。目前在各個異世界旅行中。是後來的×××HOLiC、TSUBASA翼等作品中侑子與庫洛創造的黑白摩可拿·摩多基的原型。
蒂波妮雅（蒂波尼亞）（配音：高畑淳子（日本），李宛鳳（台灣））
TV動畫版原創角色，因為瑟費洛人民得知失去了支柱守護，人們內心充滿不安及絕望，而瑟費洛這片土地能夠將人們之思念具體化，因此蒂波妮雅被產生出來，自認為引導整個瑟費洛毀滅就是令人民從絕望中解脫，利用新星和愛爾希歐蕾來達成自己的毀滅一切之目的
新星（諾娃 / 旋）（配音：伊藤美紀（日本），蔣篤慧（台灣））
TV動畫版原創角色，因為小光在殺死翡翠公主時心中所產生的悲哀，瑟費洛土地之特殊力量回應了這份思念所創造出來的人，和小光使用同樣的魔法，稱蒂波妮雅為母親大人。

### 歐特札姆（柯特贊 / 科特撰）
伊格爾.彼喬（伊古路 / 依格弩 / 鷹）（配音員：緒方惠美（日本），劉傑（台灣））
歐特札姆國的最高指揮官，和蘭提斯認識，因為自身國家的緣故而想得到瑟費洛的支柱系統和小光同樣為支柱後補，漫畫版提及希望成為支柱的原因：歐特札姆是一個以人類精神能量轉化為動力來維持的國家，而伊格爾因過度消耗精神力已經面臨永遠沉睡的絕症之中。得知其好友蘭提斯有打算犠牲自己破壞瑟費洛的支柱系統時，便打算先行奪去支柱的資格，把所有瑟費洛國民移送到其他國家後，就以支柱的身份連同瑟費洛一同永遠地沉睡，終結瑟費洛支柱制度帶來的悲劇。與光一同被覺醒為創世神的莫可拿送入了通往支柱的道路，在時間停頓的東京與光激戰。最後光成了支柱，本應會就此給莫可拿消滅，但在光，海及風的協助下，成功返回瑟費洛。瑟費洛重生後，其陷入睡眠的肉體在瑟費洛休養康復中，精神力可以與眾人溝通。
動畫版中就是希望把支柱系統移送至因精神力枯竭而面臨毀滅的歐特扎姆，但在最後決戰前拼死從新星手中救下了蘭提斯，重傷之際再被帝波妮亞擊殺，死前希望蘭提斯能為光帶來幸福。
傑歐‧梅特洛（謝奧‧米托羅 / 喬）（配音員：梁田清之（日本），官志宏（台灣））
NSX 副司令官。喜歡甜食。照顧伊格弩的起居。與豪邁的個性相反卻是一個滴酒不沾的人。
札茲（賽斯‧杜爾克）（配音員：金丸淳一（日本），方雪莉（台灣））
NSX 整備士，熟悉機械操作與維修。喜歡喝酒。個子矮小。

### 志積達
妲妲（蒂達 / 泰塔）（配音： 久川綾（日本），李宛鳳（台灣））
志積達的二公主，個性衝動。懂得控制精靈燈神。因為志積達國土細小，為了擴張面積而向瑟費洛打主意。
妲朵拉（泰多娜）（配音：井上喜久子（日本），方雪莉（台灣））
志積達的大公主，妲妲的姊姊，愛拿妲妲開玩笑，其實很疼愛妹妹。處事深思熟慮，只是被嬉皮笑臉的樣子所掩飾。與美麗的外表相反的她其實是志積達最強的劍士。

### 法雷恩（科林 / 林 / 法連）
飛鳥公主（阿須香 / 明日香 / 阿斯卡）（配音：西村千奈美（日本），蔣篤慧（台灣））
法雷恩的統治者。佔領瑟費洛的目的只為好玩。懂得使用幻術，但由於太年幼，往往控制不宜。雖然身為法雷恩皇室第一皇女，但雙親早故，沒有長輩的管教下處事，很不成熟，但為對國土國民都有一份寬大為懷之心。和海一樣，對志積達的精靈有以下批評:「品味極低」。
山伊（三陽 / 小三 / 聖尹）（配音：興梠里美（日本），馮友薇（台灣））
飛鳥公主的侍從，文武全才，卻經常被飛鳥公主勞役。一心侍奉飛鳥公主。
長庵 ( 秦安 )（配音：宫内幸平→石森達幸（日本），孫德成→劉傑（31集之後）（台灣））
飛鳥公主的老師，攝政大臣，嚴厲管教飛鳥公主，經常為飛鳥公主的孩子氣而煩惱。是一個心腸和善的老人家。與法雷恩皇室有親戚關係，也懂得使用幻術。

## 登場機體

### 魔法騎士

#### 魔神
炎神雷阿斯（配音員：田中秀幸（日本），劉傑→官志宏（29集之後）（台灣））
獅堂光駕駛的魔神。變化前的外貌是一隻巨大的火炎獅子，在三魔神中屬前鋒位置。
海神瑟雷斯（些列斯）（配音員：玄田哲章（日本），官志宏→劉傑（30集之後）（台灣））
龍咲海駕駛的魔神。變化前的外貌是一隻巨大的藍龍，在三魔神中屬中鋒位置。
空神威達姆（溫達姆）（配音員：大塚明夫（日本），劉傑（台灣））
鳳凰寺風駕駛的魔神。變化前的外貌是一隻擁有兩對羽翼的巨大翠綠色鳳凰，在三魔神中屬後衛位置。
合體魔神雷阿斯
由炎神雷阿斯、海神瑟雷斯和空神威達姆三機合體的魔神，魔法騎士三人共同駕駛。

### 瑟費洛（錫菲羅）

#### 魔神
翡翠公主（艾美諾公主）魔神
翡翠公主創造和駕駛的專用魔神，並以此失控地強攻魔法騎士。最終被魔法騎士三人共同駕駛的合體魔神雷阿斯擊毀。
查凱多（謝加圖）魔神
查凱多駕駛的魔神，被獅堂光駕駛的炎神雷阿斯擊毀。
蘭迪斯（藍帝斯）魔神
蘭迪斯（藍帝斯）駕駛的魔神，查凱多魔神的同型機，僅在魔法騎士遊戲版、超級機器人大戰T、超級機器人大戰30出場。

#### 精獸
精獸伊諾巴（配音员：置鮎龍太郎（日本），官志宏（台灣））
伊諾巴本來的形態，後來為了幫助查凱多與魔法騎士雷阿斯決戰而被擊毀。

### 歐特札姆（柯特贊 / 科特撰）
NSX
歐特札姆的旗艦。
FTO
伊格爾專用的機械人。在漫畫中在歐特札姆持有不敗的紀錄。
GTO
傑歐專用的機械人。

### 志積達
ブラヴァーダ
志積達的移動要塞。
ラシーン
妲朵拉（泰多娜）的專用紅色機體，外形與阿拉丁的神燈精靈相似。
ラクーン
妲妲（蒂達 / 泰塔）的專用藍色機體，外形與阿拉丁的神燈精靈相似。

### 法雷恩（科林 / 林 / 法連）
童夢
法雷恩的龍形移動要塞。
巨大山伊
飛鳥公主以画竜転生の術創造和駕駛的專用機體。

### 蒂波妮雅團伙
蒂波妮雅
蒂波妮雅於最終決戰駕駛此同名機體，由已被擊毀的魔神レガリア變異而成，機體以人們內心的不安及絕望作為力量來源，最終因光成了支柱以及人們內心的不安及絕望變為希望而令本機逐漸失去力量，被魔法騎士三人共同駕駛的合體魔神雷阿斯擊毀。
魔神レガリア
新星創造和駕駛的專用魔神，於被擊毀後被蒂波妮雅回收並變異成與蒂波妮雅同名的機體。
魔物
蒂波妮雅於後期量產的機體，比前期的魔像更強。

### 其他
魔像
持有自己修復能力的機體，此機體經自然產生，不屬任何一方。

## 出版書籍
單行本
| 冊數            | 講談社         | 講談社             | 台灣東販       | 台灣東販           | 天下出版       | 天下出版           |
| 冊數            | 發售日期       | ISBN               | 發售日期       | ISBN               | 發售日期       | ISBN               |
| 冊數            | 魔法騎士雷阿斯 | 魔法騎士雷阿斯     | 魔法騎士雷阿斯 | 魔法騎士雷阿斯     | 魔法騎士雷阿斯 | 魔法騎士雷阿斯     |
| --------------- | -------------- | ------------------ | -------------- | ------------------ | -------------- | ------------------ |
| 1               | 1994年7月22日  | ISBN 4-06-319530-9 | 1995年5月31日  | ISBN 957-643-174-3 | 1995年2月2日   | ISBN 962-585-343-5 |
| 2               | 1994年11月22日 | ISBN 4-06-319549-X | 1995年6月30日  | ISBN 957-643-175-1 | 1995年3月18日  | ISBN 962-585-344-3 |
| 3               | 1995年3月6日   | ISBN 4-06-319566-X | 1995年7月30日  | ISBN 957-643-176-X | 1995年5月20日  | ISBN 962-585-345-1 |
| 魔法騎士雷阿斯2 |                |                    |                |                    |                |                    |
| 1               | 1995年7月26日  | ISBN 4-06-319610-0 | 1995年11月1日  | ISBN 957-643-235-9 | 1996年1月17日  | ISBN 962-585-757-5 |
| 2               | 1995年12月18日 | ISBN 4-06-319663-1 | 1996年7月17日  | ISBN 957-643-315-0 | 1996年6月6日   | ISBN 962-585-847-4 |
| 3               | 1996年4月23日  | ISBN 4-06-319698-4 | 1996年10月28日 | ISBN 957-643-348-7 | 1996年10月18日 | ISBN 962-585-848-2 |

新裝版
| 冊數            | 講談社         | 講談社             | 台灣東販       | 台灣東販           | 天下出版       | 天下出版           |
| 冊數            | 發售日期       | ISBN               | 發售日期       | ISBN               | 發售日期       | ISBN               |
| 冊數            | 魔法騎士雷阿斯 | 魔法騎士雷阿斯     | 魔法騎士雷阿斯 | 魔法騎士雷阿斯     | 魔法騎士雷阿斯 | 魔法騎士雷阿斯     |
| --------------- | -------------- | ------------------ | -------------- | ------------------ | -------------- | ------------------ |
| 1               | 2002年12月17日 | ISBN 4-06-334642-0 | 2003年4月24日  | ISBN 957-473-469-2 | 2004年7月15日  | ISBN 988-207-294-1 |
| 2               | 2002年12月17日 | ISBN 4-06-334643-9 | 2003年4月24日  | ISBN 957-473-470-6 | 2004年7月15日  | ISBN 988-207-299-2 |
| 3               | 2002年12月17日 | ISBN 4-06-334644-7 | 2003年4月24日  | ISBN 957-473-471-4 | 2004年7月15日  | ISBN 988-207-005-1 |
| 魔法騎士雷阿斯2 |                |                    |                |                    |                |                    |
| 1               | 2003年1月23日  | ISBN 4-06-334659-5 | 2003年8月28日  | ISBN 957-473-507-9 | 2004年7月29日  | ISBN 988-207-010-8 |
| 2               | 2003年1月23日  | ISBN 4-06-334660-9 | 2003年8月28日  | ISBN 957-473-508-7 | 2004年7月29日  | ISBN 988-207-015-9 |
| 3               | 2003年1月23日  | ISBN 4-06-334661-7 | 2003年8月28日  | ISBN 957-473-509-5 | 2004年7月29日  | ISBN 988-207-020-5 |

CLAMP PREMIUM COLLECTION
| 冊數            | 講談社         | 講談社                 |
| 冊數            | 發售日期       | ISBN                   |
| 魔法騎士雷阿斯  | 魔法騎士雷阿斯 | 魔法騎士雷阿斯         |
| --------------- | -------------- | ---------------------- |
| 1               | 2022年10月13日 | ISBN 978-4-06-529272-3 |
| 2               | 2022年11月11日 | ISBN 978-4-06-529528-1 |
| 3               | 2022年11月11日 | ISBN 978-4-06-529527-4 |
| 魔法騎士雷阿斯2 |                |                        |
| 1               | 2022年12月13日 | ISBN 978-4-06-529526-7 |
| 2               | 2023年1月13日  | ISBN 978-4-06-529525-0 |
| 3               | 2023年1月13日  | ISBN 978-4-06-529524-3 |

### 其他書籍
原畫集
| 冊數 | 講談社        | 講談社             | 台灣東販      | 台灣東販           | 天下出版       | 天下出版           |
| 冊數 | 發售日期      | ISBN               | 發售日期      | ISBN               | 發售日期       | ISBN               |
| ---- | ------------- | ------------------ | ------------- | ------------------ | -------------- | ------------------ |
| 1    | 1995年3月25日 | ISBN 4-06-324513-6 | 1995年8月15日 | ISBN 957-643-220-0 | 1995年11月15日 | ISBN 962-585-623-4 |
| 2    | 1996年5月10日 | ISBN 4-06-324517-9 | 1997年1月16日 | ISBN 957-643-379-7 | 1996年11月15日 | ISBN 962-585-999-3 |

原畫集復刻版
| 冊數 | 講談社         | 講談社                 |
| 冊數 | 發售日期       | ISBN                   |
| ---- | -------------- | ---------------------- |
| 1    | 2022年10月13日 | ISBN 978-4-06-529242-6 |
| 2    | 2022年10月13日 | ISBN 978-4-06-529240-2 |

劇本集
| 冊數 | 講談社         | 講談社             |
| 冊數 | 發售日期       | ISBN               |
| ---- | -------------- | ------------------ |
| 1    | 1995年10月31日 | ISBN 4-06-330202-4 |
| 2    | 1995年11月30日 | ISBN 4-06-330203-2 |
| 3    | 1995年12月18日 | ISBN 4-06-330204-0 |
| 4    | 1996年1月30日  | ISBN 4-06-330205-9 |

動畫資料集
| 冊數 | 講談社        | 講談社             |
| 冊數 | 發售日期      | ISBN               |
| ---- | ------------- | ------------------ |
| 1    | 1996年3月25日 | ISBN 4-06-324569-1 |
| 2    | 1997年1月21日 | ISBN 4-06-324576-4 |

漫畫設定集
| 冊數 | 講談社        | 講談社             |
| 冊數 | 發售日期      | ISBN               |
| ---- | ------------- | ------------------ |
| 全   | 1996年3月28日 | ISBN 4-06-319688-7 |

## 電視动画

### 工作人员
| 原作         | 原创设计→原始角色设计：CLAMP                           |
| 导演         | 平野俊弘                                               |
| 系列构成     | まるおけいこ、中村修（18話以前），大川七瀬（19話以后） |
| 系列构成监制 | 大川七瀬（18話以前）                                   |
| 编剧合作     | 大川七瀬（18話以前）                                   |
| 剧本原案     | まるおけいこ（18話以前）                               |
| 人物设定     | 石田敦子                                               |
| 怪物机械设定 | 山根理宏（山根正弘）                                   |
| 作品设计     | 森木靖泰（21話以后）                                   |
| 开场设计     | 大張正己                                               |
| 美術导演     | 石垣努                                                 |
| 撮影导演     | 野村隆                                                 |
| 音响导演     | 浦上靖夫                                               |
| 音乐制作人   | 堀尾裕樹                                               |
| 音乐         | 松尾早人                                               |
| 音乐監修     | 椙山浩一                                               |
| 編集         | 岡安肇                                                 |
| 色彩設計     | 平山礼子                                               |
| 文芸担当     | 小野田博之                                             |
| 制作担当     | 小島哲                                                 |
| CG製作       | 中川真一、小野弘司                                     |
| CG合作       | Kodak                                                  |
| 制作人       | 諏訪道彦、中村重喜、岩田幹宏→吉岡昌仁                  |
| 制作合作     | 電通                                                   |
| 制作         | 读卖电视台、东京电影新社                               |

### 主题曲
第一部
| 話數      | 類別   | 曲名                             | 歌手     | 作詞     | 作曲               | 編曲             |
| --------- | ------ | -------------------------------- | -------- | -------- | ------------------ | ---------------- |
| 第1～20話 | 片頭曲 | 無法割捨的祈願（ゆずれない願い） | 田村直美 | 田村直美 | 田村直美、石川寛門 | 鷹羽仁、井上龍仁 |
| 第1～20話 | 片尾曲 | 明日への勇氣。                   | 吉成圭子 | 前田克樹 | 前田克樹           | 根岸貴幸         |

第二部
| 話數         | 類別   | 曲名                                                          | 歌手       | 作詞     | 作曲               | 編曲             |
| ------------ | ------ | ------------------------------------------------------------- | ---------- | -------- | ------------------ | ---------------- |
| 第21話～42話 | 片頭曲 | 沒辦法討厭你（キライになれない）                              | 中村あゆみ | 高橋研   | 高橋研             | 高橋研           |
| 第21話～42話 | 片尾曲 | 搖·籃·曲 ～讓我溫柔地抱著你（ら・ら・ば・い～優しく抱かせて） | 本田美奈子 | 有森聡美 | MIO                | 富田素弘         |
| 第43話～49話 | 片頭曲 | 一直擁抱著光和影（光と影を抱きしめたまま）                    | 田村直美   | 田村直美 | 田村直美、石川寛門 | 鷹羽仁、井上龍仁 |
| 第43話～49話 | 片尾曲 | いつか輝く                                                    | 吉成圭子   | 及川眠子 | 湯川トーベン       | 松尾早人         |

### 各话列表
| 話数   | 日文标题 | 编剧         | 分镜                           | 导演           | 作画导演                              | 播放日期        |
| 第一章 | 第一章   | 第一章       | 第一章                         | 第一章         | 第一章                                | 第一章          |
| ------ | -------- | ------------ | ------------------------------ | -------------- | ------------------------------------- | --------------- |
| 1      |          | まるおけいこ | 平野俊弘                       | 元永慶太郎     | 石田敦子                              | 1994年 10月17日 |
| 2      |          | まるおけいこ | 千明孝一                       | 千明孝一       | 後藤圭二                              | 10月24日        |
| 3      |          | まるおけいこ | 新田義方                       | 新田義方       | 竹内昭                                | 10月31日        |
| 4      |          | 中村修       | 亀垣一                         | 亀垣一         | 本橋秀之                              | 11月7日         |
| 5      |          | 中村修       | 中山岳洋                       | 元永慶太郎     | 中山岳洋                              | 11月14日        |
| 6      |          | まるおけいこ | 飯島正勝                       | 保谷太郎       | 小林多加志                            | 11月21日        |
| 7      |          | まるおけいこ | 千明孝一                       | 千明孝一       | 後藤圭二                              | 11月28日        |
| 8      |          | 中村修       | 小枝マリ                       | 新田義方       | 竹内昭                                | 12月5日         |
| 9      |          | まるおけいこ | 亀垣一                         | 亀垣一         | 本橋秀之                              | 12月12日        |
| 10     |          | 中村修       | 平野俊弘                       | 元永慶太郎     | 中山岳洋                              | 1995年 1月9日   |
| 11     |          | まるおけいこ | 松村康弘                       | 中野頼道       | 小林多加志 久保博志                   | 1月16日         |
| 12     |          | 中村修       | まついひとゆき                 | まついひとゆき | 後藤圭二                              | 1月23日         |
| 13     |          | 中村修       | 千明孝一                       | 千明孝一       | 平山円                                | 1月30日         |
| 14     |          | 大川七瀬     | 亀垣一                         | 亀垣一         | 本橋秀之                              | 2月6日          |
| 15     |          | まるおけいこ | 小枝マリ                       | 元永慶太郎     | 中山岳洋                              | 2月13日         |
| 16     |          | 中村修       | まついひとゆき                 | まついひとゆき | 後藤圭二                              | 2月20日         |
| 17     |          | 大川七瀬     | 中野頼道                       | 中野頼道       | 中島弘明                              | 2月27日         |
| 18     |          | 中村修       | 千明孝一                       | 千明孝一       | 平山円                                | 3月6日          |
| 19     |          | 大川七瀬     | 亀垣一                         | 亀垣一         | 本橋秀之                              | 3月13日         |
| 20     |          | 大川七瀬     | 中山岳洋                       | 元永慶太郎     |                                       | 3月20日         |
| 第二章 |          |              |                                |                |                                       |                 |
| 21     |          | 大川七瀬     | まついひとゆき                 | まついひとゆき | 後藤圭二                              | 4月10日         |
| 22     |          | 大川七瀬     | 小枝マリ                       | 元永慶太郎     | 平山円                                | 4月17日         |
| 23     |          | 大川七瀬     | 高木真司                       | 高木真司       | 渡部迅子                              | 4月24日         |
| 24     |          | 大川七瀬     | 中山岳洋                       | 中野頼道       | 中山岳洋                              | 5月1日          |
| 25     |          | 大川七瀬     | 佐藤真人                       | 長岡康史       | 山根理宏                              | 5月8日          |
| 26     |          | 大川七瀬     | まついひとゆき                 | まついひとゆき | 後藤圭二                              | 5月22日         |
| 27     |          | 大川七瀬     | 岡崎幸男                       | 岡崎幸男       | 平山円                                | 6月5日          |
| 28     |          | 大川七瀬     | 小枝マリ                       | 元永慶太郎     | 中山岳洋                              | 6月12日         |
| 29     |          | 大川七瀬     | 中山岳洋                       | 中野頼道       | 阿部純子                              | 6月19日         |
| 30     |          | 大川七瀬     | きくちみちたか                 | 元永慶太郎     | 石田敦子                              | 6月26日         |
| 31     |          | 大川七瀬     | まついひとゆき                 | まついひとゆき | 後藤圭二                              | 7月3日          |
| 32     |          | 大川七瀬     | 篠原俊哉                       | 岡崎幸男       | 平山円                                | 7月10日         |
| 33     |          | 大川七瀬     | まついひとゆき                 | まついひとゆき | 中山岳洋                              | 7月17日         |
| 34     |          | 大川七瀬     | 中山岳洋                       | 中野頼道       | 阿部純子                              | 7月24日         |
| 35     |          | 大川七瀬     | 小枝マリ                       | 元永慶太郎     | 山根理宏                              | 7月31日         |
| 36     |          | 大川七瀬     | 鍋島修                         | 長岡康史       | 後藤圭二 門之園惠美                   | 8月7日          |
| 37     |          | 大川七瀬     | まついひとゆき                 | まついひとゆき | 平山円 西岡忍                         | 8月14日         |
| 38     |          | 大川七瀬     | 亀垣一                         | 亀垣一         | 後野真津里                            | 8月21日         |
| 39     |          | 大川七瀬     | 中山岳洋                       | 岡崎幸男       | 石野聡 木崎文智                       | 8月28日         |
| 40     |          | 大川七瀬     | 佐藤真人                       | 元永慶太郎     | 西岡忍                                | 9月4日          |
| 41     |          | 大川七瀬     | まついひとゆき                 | まついひとゆき | 服部和美 河村明夫                     | 9月11日         |
| 42     |          | 大川七瀬     | 小枝マリ                       | 元永慶太郎     | 平山円 石野聡                         | 9月18日         |
| 43     |          | 大川七瀬     | 中山岳洋                       | 長岡康史       | 中山岳洋                              | 10月16日        |
| 44     |          | 大川七瀬     | なかやまたけひろ               | 中野頼道       | やまねまさひろ 平山円 西岡忍 坂井久美 | 10月23日        |
| 45     |          | 大川七瀬     | まついひとゆき                 | まついひとゆき | 門之園恵美                            | 10月30日        |
| 46     |          | 大川七瀬     | 佐藤真人                       | 元永慶太郎     | 西岡忍                                | 11月6日         |
| 47     |          | 大川七瀬     | 岡崎幸男 まついひとゆき 鍋島修 | 岡崎幸男       | 石野聡                                | 11月13日        |
| 48     |          | 大川七瀬     | 小枝マリ                       | 元永慶太郎     | 平山円                                | 11月20日        |
| 49     |          | 大川七瀬     | まついひとゆき                 | まついひとゆき | 石田敦子 やまねまさひろ               | 11月27日        |

### 播放電視台
出處時間為1995年9月。
日本
| 播放地區      | 播放電視台       | 聯播網                        | 備註                                   |
| ------------- | ---------------- | ----------------------------- | -------------------------------------- |
| 近畿廣域圈    | 讀賣電視台       | 日本電視台系列                | 制作局                                 |
| 北海道        | 札幌電視台       | 日本電視台系列                | 同時播出                               |
| 青森縣        | 青森放送         | 日本電視台系列                | 同時播出                               |
| 岩手縣        | 岩手電視台       | 日本電視台系列                | 同時播出                               |
| 宮城縣        | 宮城電視台       | 日本電視台系列                | 同時播出                               |
| 秋田縣        | 秋田放送         | 日本電視台系列                | 同時播出                               |
| 山形縣        | 山形放送         | 日本電視台系列                | 同時播出                               |
| 福島縣        | 福島中央電視台   | 日本電視台系列                | 同時播出                               |
| 關東廣域圈    | 日本電視台       | 日本電視台系列                | 同時播出                               |
| 新潟縣        | 新潟電視台       | 日本電視台系列                | 同時播出                               |
| 長野縣        | 信州電視台       | 日本電視台系列                | 同時播出                               |
| 山梨縣        | 山梨放送         | 日本電視台系列                | 同時播出                               |
| 静岡縣        | 靜岡第一電視台   | 日本電視台系列                | 同時播出                               |
| 富山縣        | 北日本放送       | 日本電視台系列                | 同時播出                               |
| 石川縣        | 金澤電視台       | 日本電視台系列                | 同時播出                               |
| 福井縣        | 福井放送         | 日本電視台系列 朝日電視台系列 | 同時播出                               |
| 中京廣域圈    | 中京電視台       | 日本電視台系列                | 同時播出                               |
| 島根縣 鳥取縣 | 日本海電視台     | 日本電視台系列                | 同時播出                               |
| 廣島縣        | 廣島電視台       | 日本電視台系列                | 同時播出                               |
| 山口縣        | 山口放送         | 日本電視台系列                | 同時播出                               |
| 德島縣        | 四國放送         | 日本電視台系列                | 同時播出                               |
| 香川縣 岡山縣 | 西日本放送       | 日本電視台系列                | 同時播出                               |
| 愛媛縣        | 南海放送         | 日本電視台系列                | 同時播出                               |
| 高知縣        | 高知放送         | 日本電視台系列                | 同時播出                               |
| 福岡縣        | 福岡放送         | 日本電視台系列                | 同時播出                               |
| 長崎縣        | 長崎國際電視台   | 日本電視台系列                | 同時播出                               |
| 熊本縣        | 熊本縣民電視台   | 日本電視台系列                | 同時播出                               |
| 大分縣        | 大分電視台       | 富士電視台系列 日本電視台系列 | 同時播出                               |
| 鹿兒島縣      | 鹿兒島讀賣電視台 | 日本電視台系列                | 同時播出                               |
| 沖繩縣        | 琉球放送         | TBS系列                       | 星期三 16:00 - 16:30 延遲播出（UTC+9） |

台灣
| 播放地區 | 播放電視台 | 聯播網       | 備註                        |
| -------- | ---------- | ------------ | --------------------------- |
| 臺灣     | 華視       | 中華電視公司 | 星期三 17:30-18:00（UTC+8） |

## OVA

### 工作人员
| 导演         | 平野俊貴                                                    |
| 编剧         | 中村学                                                      |
| 人物设定     | 門之園恵美                                                  |
| 魔神设计图稿 | キクチミチタカ                                              |
| 分镜         | 平野俊貴、まついひとゆき                                    |
| 导演         | 元永慶太郎、模財久太郎（3）                                 |
| 机械设计     | 紺野直幸                                                    |
| 精獣设计     | 後藤圭二                                                    |
| 作画导演     | 西岡忍（1、3）、斎藤久（2）、宍戸久美子（3）、糸島雅彦（3） |
| 美術导演     | 加藤浩、佐藤勝（3）                                         |
| 色彩設計     | 中山久美子                                                  |
| 撮影导演     | 野村隆                                                      |
| 編集         | 岡安肇                                                      |
| 音响导演     | 浦上靖夫、小林克良                                          |
| 音乐         | 佐橋俊彦                                                    |
| 制片         | 角田研、山内文恵、吉岡昌仁                                  |
| 动画制作     | TMS娛樂                                                     |
| 製作         | 講談社、宝丽金、TMS_Entertainment                           |

### 主題歌
| 類別   | 曲名                     | 歌手     | 作詞     | 作曲                   | 編曲   |
| ------ | ------------------------ | -------- | -------- | ---------------------- | ------ |
| 片尾曲 | 「All You Need Is Love」 | 田村直美 | 田村直美 | 田村直美、Joey Carbone | Ichiro |

## 游戏
- 魔法騎士(SEGA SATURN)
- 魔法騎士(Game Gear)
- 魔法騎士2〜making of magic knight〜(Game Gear)
- 魔法騎士(超級任天堂)
- 魔法騎士(Game Boy)
- 魔法騎士2nd ミッシングカラーズ(Game Boy)

### 其他
- 本作在2019年3月20日首次在超級機器人大戰T的出場系列中擔任參戰作品。兩年後，2021年10月28日和同為異世界作品的騎士&魔法進行共演。